# Caroline Dries
Caroline Dries (New York, 19 agosto 1980) è una sceneggiatrice e produttrice cinematografica statunitense. È nota per aver lavorato nelle serie televisive della CW: Smallville e The Vampire Diaries.

## Biografia
Caroline, attualmente, vive a Los Angeles in California. L'11 settembre del 2001 ha assistito all'Attentato alle Torri Gemelle dal suo dormitorio alla New York University. Dopo aver filmato il tutto, il suo video è apparso sugli schermi della CNN. Dal 2006 al 2009 lavora come supervisore della produzione nella serie televisiva Smallville. Nel 2008 la sua mente è occupata dal documentario intitolato 102 Minutes That Changed America, ed il successivo anno presenta il documentario 9/11 State of Emergency. Dal 2009 al 2010 lavora al remake di Melrose Place. Ricopre i ruoli di sceneggiatrice, supervisore della produzione e produttrice per la serie televisiva della CW, The Vampire Diaries.

## Filmografia
- Smallville (2006-2009) sceneggiatrice - serie TV
- Melrose Place (2009-2010) sceneggiatrice, produttrice - serie TV
- The Vampire Diaries (2009-2017) sceneggiatrice, co-produttrice esecutiva, produttrice - serie TV
- 9/10: The Final Hours – documentario (2014)
- Batwoman (2019-2022) sceneggiatrice, co-produttrice esecutiva, - serie TV

## Televisione
- 102 Minutes That Changed America (2008) - documentario TV
- 9/11 State of Emergency  (2009) - documentario TV